# Фабрике ди Валико
Фабрике ди Валико (итал. Fabbriche di Vallico) је насеље у Италији у округу Лука, региону Тоскана.
Према процени из 2011. у насељу је живело 208 становника. Насеље се налази на надморској висини од 367 м.

## Становништво
Према резултатима пописа становништва 2011. у општини је живело 492 становника.
| 1936. | 1951. | 1961. | 1971. | 1981. | 1991. | 2001. | 2011. |
| ----- | ----- | ----- | ----- | ----- | ----- | ----- | ----- |
| 1.249 | 1.213 | 969   | 821   | 679   | 591   | 526   | 492   |